# 躲貓貓 (網路用語)
躲貓貓的網絡含意是指在特定場所發生暴力行為，负责人爲了規避法律責任的一種托詞，特定場所一般是指監獄、看守所、勞教所、警察的刑訊室等公眾場所，同時負責任一般也是特定的，躲貓貓具有推搪理由之功效。該說法源自2009年2月12日中國雲南省晋寧縣警方的用語。

## 事件背景
中國雲南省玉溪北城鎮一24歲男子李荞明因盜伐林木被刑事拘留，在看守所關押11天后突然死亡。當地公安機關給出的死亡理由是：該男子因与室友在看守所天井玩“躲貓貓”遊戲時，遭獄友踢打，並不小心撞到牆壁而導致“重度顱腦損傷”致死。但死者家屬及大部分網民均認為此理由十分荒诞。幾天後官方发布的消息表示，李荞明是被看守所内的狱霸殴打导致其死亡，并不是玩“躲猫猫”游戏而死。

## 影響
“躲貓貓”事件發生后，互聯網反響十分大，眾多網友發出質疑。根據新浪網的民調，87.1%的網友認為"躲貓貓"致死的說法是假的，8.2%的網民認為，"躲貓貓"致死有可能是真的，1.3%的網民認為，"躲 貓貓"致死的說法應該是真相
而“躲貓貓”這一詞語也成為2009年中國大陸網絡流行用語，與此前的“俯臥撐”等流行詞語有同等含義，含意中映射出某些不當問題，同时也反映了广大群众的无奈。在《2009年中國語言生活狀况報告》中公報躲貓貓一詞在新聞及網絡新聞等使用逾10億次而與「保八」、「開胸驗肺」等同時成為年度新詞前十位。2011年電視劇愛情公寓2也在劇中引用了躲貓貓一詞。
2010年2月21日，河南省鲁山县28岁嫌疑人王亚辉在看守所死亡，他的家人说，在停尸房看到他背部、手臂以及生殖器都有伤痕，乳头被割掉，头部破了一个洞。
但鲁山县公安局却对他们以及媒体解释，王亚辉是在提审过程中喝了感冒冲剂后突然发病死亡。
警方称，王亚辉在被提审过程中要喝水，在场的警员给他倒了开水。
媒体引鲁山县公安局官员称，开水太烫，一位民警正好在喝感冒冲剂，就把已经凉了的感冒冲剂给他喝。
这名姓姚的主任称:“喝完以后王亚辉就不一样了，情绪身体都不一样了，就赶紧往医院送（然后就死亡了）。”
这位姚主任同时表示不清楚王亚辉身上的伤痕从何而来。
鲁山警方的这一说法在中国引起舆论大哗。
网友称其为“喝水死”，与“躲猫猫”经常相提并论。
河南省公安厅在鲁山县进行调查后认定鲁山县四名警员涉对王亚辉刑讯逼供，涉事警员已被移交检察机关处理。
另外平顶山市公安局还决定追究鲁山县公安局官员的责任，要求公安局长张冠军引咎辞职，同时将分管刑侦的副局长和刑侦大队长双双免职。
平顶山市公安局分管刑侦的副局长以及分管监所管理的官员也分别受到纪律处分。
类似的事件频发，经网友整理，包括躲猫猫死、洗澡死、床上摔下死、噩梦死、睡姿不对死、发狂死、抠粉刺死、激动死、喝水死、摔跤死、上厕所死、证据不足死、洗脸死等。
2010年4月29日，十一届全国人大常委会第十四次会议通过了《关于修改国家赔偿法的决定》，并于2010年12月1日起施行。
“躲猫猫”等事件，促成立法机关加上了国家赔偿的“举证责任倒置”规定。
修正后的国家赔偿法第26条第二款规定，被羁押人在羁押期间死亡或者丧失行为能力的，赔偿义务机关的行为与被羁押人的死亡或者丧失行为能力是否存在因果关系，赔偿义务机关应当提供证据。

## 躲猫猫事件受处理人员
- 晋宁县检察院驻所检察室主任 赵泽云 免职
- 晋宁县公安局局长 达琪明 行政记大过
- 晋宁县公安局副局长 闫国栋 免职、行政记大过
- 晋宁县看守所所长 余成江 撤职
- 晋宁县看守所副所长 蒋瑛 撤职
- 晋宁县看守所民警 李东明 辞退[10][11]